# Microcavidad óptica

Simulación con resolución temporal de la dinámica de un pulso iluminando una microcavidad.

Una microcavidad óptica o microrresonador es una estructura formada por caras reflectantes en los dos lados de una capa espaciadora o medio óptico, o envolviendo una  guía de ondas en una forma circular para formar un resonador de anillo óptico. El primer tipo es una cavidad de  onda estacionaria, y el segundo es una cavidad de onda viajera. El nombre de microcavidad se debe al hecho que usualmente tiene un espesor de solo unos pocos micrómetros, la capa espaciadora a veces incluso en el rango nanométrico. Al igual que con los láseres comunes esto forma una cavidad óptica o resonador óptico, dejando que se forme una onda estacionaria dentro de la capa espaciadora, o una onda viajera que gira alrededor del anillo.

## Aplicaciones y efectos
La diferencia fundamental entre una cavidad óptica convencional y una microcavidad es el efecto que surge de las pequeñas dimensiones del sistema, pero su principio operacional puede ser muchas veces entendido de la misma forma que para los resonadores ópicos más grandes. Efectos cuánticos del campo electromagnético de la luz puede ser observados. Por ejemplo, la tasa de emisión espontánea y el comportamiento de los átomos es alterado por tal microcavidad, un fenómeno que se conoce como emisión espontánea inhibida. Uno puede imaginarse esto como la situación en la que ningún fotón es emitido, si el entorno es una caja que es demasiado pequeña para contenerlo. Esto conduce a un espectro de emisión alterado, el cual se reduce significativamente. 
Además, los efectos no lineares son reforzados en órdenes de magnitud debido al fuerte confinamiento de la luz, lo que lleva a la generación de dirigiendo a la generación de peines de frecuencia de microrresonador, procesos paramétricos de baja potencia tales como conversión descendente, generación de segundo armónico, mezcla de cuatro ondas y oscilación paramétrica óptica. Varios de estos procesos no lineares conducen por sí mismos a la generación de estados cuánticos de luz. Otro campo que aprovecha el fuerte confinamiento de la luz es la optomecánica de cavidades, donde la interacción de ida y de regreso del haz de luz con el movimiento mecánico del resonador se acopla fuertemente. Incluso en este campo, los efectos cuánticos pueden empezar a jugar una función.
Las microcavidades tienen muchas aplicaciones, frecuentemente en optoelectrónica, donde los láseres emisores de superficie de cavidad vertical VCSEL son probablemente los más conocidos. Recientemente, se demostró un dispositivo emisor de un solo fotón al colocar  un punto cuántico en un microcavidad. Estas fuentes de luz son interesantes para criptografía cuántica y computadoras cuánticas.
Una descripción general fue dada en el artículo publicado en la revista Nature.

## Tipos

### Onda estacionaria
Para un microcavidad que admite un modo único o unos pocos modos de onda estacionaria, el espesor de la capa espaciadora determina el así llamado "modo de cavidad", el cual es la única longitud de onda que puede ser transmitida y que se formará como onda estacionaria dentro del resonador. Dependiendo del tipo y calidad de los espejos, se formará la llamada "banda de parada" en el espectro de transmisión de la microcavidad, un rango amplio de longitudes de onda, que se reflejan y una sola se transmite (usualmente en el centro). Hay diferentes formas de fabricar microcavidades de onda estacionaria, ya sea evaporando capas alternas de medios dieléctricos para formar los espejos (DBR) y el medio dentro de la capa espaciadora, o por modificación del material semiconductor, o por espejos de metal.

### Onda viajera
A menudo llamadas simplemente "microrresonadores", las microcavidades de onda viajera tienen una onda que gira en forma de bucle en una dirección preferida, dependiendo de la dirección de la luz de entrada. Pueden estar en la forma de resonadores de galería susurrante, como resonadores de anillo integrado. Los materiales típicos con los cuales están hechas pueden ser semiconductores como el silicio, dióxido de silicio, nitruro de silicio, fluoruros cristalinos (CaF2, MgF2, SrF2) o  niobato de litio. El material se escoge de manera que tenga pocas pérdidas y sea transparente en la longitud de onda para la aplicación deseada. Típicamente, tales estructuras son fabricated ya sea por torneado por diamante o al micromaquinar una varilla cilíndrica de un material (especialmente para fluoruros y niobato de litio), o por fotolitografía y litografía por haz de electrones para producir un resonador estampado sobre un chip (para materiales basados en silicio).
Cuando un número de entero de longitudes de onda en el manterial encaja en la circunferencia del resonador, una onda resonante se excita por interferencia constructiva. En resonanciar, el campo de luz se puede reforzar de varios cientos a varios millones de veces, cuantificados por el coeficiente Finesse del resonador. Esto también conduce a un factor de calidad ultraalto, lo que significa que la luz viaja alrededor de la circunferencia muchos millones de veces antes de decaer en los alrededores.